# Cirith Ungol
En el Universo Imaginario de Tolkien y en la Novela El Señor de los Anillos, Cirith Ungol (pr.: /'kiriθ 'ungol/, que significa en sindarin "la grieta de la araña") es el paso a través de Ephel Dúath, las montañas occidentales de Mordor y el único camino hasta esta tierra desde el Oeste. El paso era guardado por la Torre de Cirith Ungol, construida por los hombres de Gondor tras la Guerra de la Última Alianza.

## Descripción
Se llegaba a él atravesando el muro de piedra que rodeaba el camino a Minas Morgul y siguiendo un sendero que se abría al sureste por un desfiladero que contorneaba una colina, hasta llegar a una angosta abertura de esa colina.

### Escalera recta
Allí comenzaba la «escalera recta», que era casi vertical y que subía entre paredes de rocas. Los escalones eran estrechos y desiguales y estaban gastados o rotos. Al final de esta se abría un pasadizo largo, de muchas millas y de pendiente más suave, que transitaba entre dos enormes muros naturales de piedra de la montaña; al pasadizo le seguía una cornisa ancha, en la que había a la izquierda un abismo y a la derecha una alta pared; al final se abría otra escalera.

### Escalera en espiral
Una sinuosa y zigzagueante escalera trepaba sin la protección de un muro de piedra natural del lado derecho, por lo que un enorme precipicio se veía de ese lado, más profundo aún mientras más se subía. Al final de esta, una larga hondonada se abría hacia el Este, rodeada de altos pilares de piedra tallados por la erosión, que desembocaba en las puertas mismas de la Torre de los Orcos.

### La cima
El desfiladero ascendía por una garganta profunda y angosta, rodeada de paredes de piedra naturales por un lado y por la Torre por el otro, mediante una serie de escalones tallados, anchos y bajos. Traspuestos estos, el Desfiladero se angostaba hasta transformarse en una hendidura en la pared de la montaña. El sendero seguía hacia el este, descendiendo por una garganta abrupta que desembocaba en la encrucijada con el camino a Morgul. Más allá un puente unía la salida del desfiladero con las crestas del Morgai.

## Sucesos
Este paso fue utilizado por el Rey Brujo de los Nazgûl en el año 2000 de la Tercera Edad del Sol, cuando sus fuerzas salieron de Mordor y pusieron sitio a Minas Ithil. En el 2002, Minas Ithil cayó y fue rebautizada como Minas Morgul, «la torre de la hechicería». Durante los siguientes mil años, el paso permaneció cerrado, porque era aquí donde hizo su cubil la araña monstruosa Ella-Laraña. Cualquiera que intentara pasar era devorado por el monstruo.
Durante la misión del Anillo, Frodo Bolsón y Samsagaz Gamyi fueron llevados a este paso por Gollum hasta la Guarida de Ella-Laraña. No se sabe si el paso y la torre eran llamados Cirith Ungol cuando los hombres de Gondor la mantenían, ya que Ella-Laraña no podría haber habitado la entrada cavernosa en ese tiempo.